# 雪野富士子
雪野 富士子（ゆきの ふじこ、本名：石川富士子、1905年（明治38年）12月25日 - 1939年（昭和14年）8月）とは元宝塚少女歌劇団雪組主演男役クラスの人物である。京都府京都市出身。愛称は石川さん。

この芸名は小倉百人一首の第4番：山部赤人の『田子之浦に 打出て見れば 白妙の 富士の高嶺に 雪は降りつつ （たごのうらに うちいでてみれば しろたへの ふじのたかねに ゆきはふりつつ）』から命名された。

## 略歴
- 1917年（大正6年）、宝塚歌劇団5期生として宝塚少女歌劇団（現在の宝塚歌劇団）に入団。

- 1926年（大正15年）、宝塚少女歌劇団を退団[7]。

- 1927年（昭和2年）7月、宝塚少女歌劇団に21歳で復帰して雪組に配属される。

- 1934年（昭和9年）5月1日[7]、宝塚少女歌劇団を28歳で退団。

- 1939年（昭和14年）8月、33歳で死去[4]。

## 宝塚少女歌劇団時代の主な出演
- 『瘤取物語』（1919年10月20日 - 11月30日、宝塚新歌劇場(公會堂劇場)）
- 『罰』（1920年3月20日 - 5月20日、宝塚新歌劇場(公會堂劇場)）
- 『アラビアンナイト』（1921年1月1日 - 1月20日、宝塚新歌劇場(公會堂劇場)）
- 『仙女の森』『佐保姫と手品師』（第二部）（1921年3月20日 - 5月20日、宝塚新歌劇場(公會堂劇場)）
- 『ネヴヰーライフ』（第一部）（1921年7月20日 - 8月31日、宝塚新歌劇場(公會堂劇場)）
- 『シヤクンタラ姫』（花組）（1922年4月30日 - 5月31日、宝塚新歌劇場(公會堂劇場)）
- 『奇蹟』『燈籠大臣』『ジユリヤの結婚』（花組）（1922年11月1日 - 11月30日、宝塚新歌劇場(公會堂劇場)）
- 『開闢以來』（花組）（1923年1月1日 - 1月20日、宝塚新歌劇場(公會堂劇場)）
- 『蘇生』（花組）（1923年4月11日 - 5月10日、宝塚新歌劇場(中劇場)）
- 『ドーバンの首』（花組）（1923年7月10日 - 8月19日、宝塚新歌劇場(中劇場)）
- 『踊り王女』（花組）（1923年9月25日 - 10月24日、宝塚新歌劇場(中劇場)）
- 『マルタ』『羅生門』（花組）（1924年1月1日 - 1月31日、宝塚新歌劇場(中劇場)）
- 『王者の劍』『學生通辯』（花組）（1924年5月1日 - 5月21日、宝塚新歌劇場(中劇場)）
- 『アミノオの功績』（月・花組）（1924年7月19日 - 9月2日、宝塚大劇場）
- 『鼎法師』（花組）（1924年11月1日 - 11月30日、宝塚大劇場）
- 『マルフアの昇天』『鐘曳』（花組）（1925年2月1日 - 2月28日、宝塚大劇場）
- 『出陣』『陰雨』（花組）（1925年6月1日 - 6月30日、宝塚大劇場）
- 『俊寛の娘』『サンドミンゴの哀話』『結婚媒介業』（花組）（1925年9月1日 - 9月30日、宝塚大劇場）
- 『妙音天女』（花組）（1925年12月1日 - 12月28日、宝塚大劇場）
- 『オフイリヤの死』（花組）（1926年3月1日 - 3月31日、宝塚大劇場）
- 『某の夜の定家』（花組）（1926年5月1日 - 5月31日、宝塚大劇場）
- 『セビラの理髪師』『眞夏の夜の夢』（花組）（1926年9月1日 - 9月30日、宝塚大劇場）
- 『松浦佐用姫』『踊子ミミー』（雪組）（1927年7月1日 - 7月31日、宝塚大劇場）
- 『モン・パリ』（雪組）（1927年10月1日 - 10月31日、宝塚大劇場）
- 『イタリヤーナ』（雪組）（1928年1月1日 - 1月31日、宝塚大劇場）
- 『モリーの婚禮』『春のをどり』（雪組）（1928年4月1日 - 4月30日、宝塚大劇場）
- 『天女塚』（雪組）（1928年7月1日 - 7月31日、宝塚大劇場）
- 『樂しき今宵』『お菊物語』『北極探險』（雪組）（1928年10月1日 - 10月31日、宝塚大劇場）
- 『ファウスト』『紐育行進曲』（雪組）（1929年2月1日 - 2月28日、宝塚大劇場）
- 『吃又』（雪組）（1929年5月1日 - 5月31日、宝塚大劇場）
- 『光源氏旅日記』『シンデレラ』（雪組）（1929年8月1日 - 8月31日、宝塚大劇場）
- 『秘密の扉』（雪組）（1929年11月1日 - 11月30日、宝塚大劇場）
- 『彼女とスポーツ』（雪組）（1930年3月1日 - 3月31日、宝塚大劇場）
- 『シヤクンタラ姫』（雪組）（1930年6月1日 - 6月30日、宝塚大劇場）
- 『百萬圓』『パリゼット』（雪組）（1930年9月1日 - 9月30日、宝塚大劇場）
- 『ジャンバルジャン』（雪組）（1930年12月1日 - 12月28日、宝塚大劇場）
- 『セニョリータ』（雪組）（1931年2月1日 - 2月28日、宝塚大劇場）
- 『鳥羽僧正』『ミス・上海』（雪組）（1931年5月1日 - 5月31日、宝塚大劇場）
- 『蝶々さん』『明治から昭和』『ローズ・パリ』（雪組）（1931年8月1日 - 8月31日、宝塚大劇場）
- 『歌垣の森』（雪組）（1931年11月1日 - 11月30日、宝塚大劇場）
- 『緣切杉』『雪月花』『サルタンバンク』（雪組）（1932年1月1日 - 1月31日、宝塚大劇場）
- 『フーピーガール』（雪組）（1932年4月1日 - 4月30日、宝塚大劇場）
- 『オリンピツク』『パリゼット』（雪組）（1932年7月1日 - 7月31日、宝塚大劇場）
- 『秋夕夢』『手土産』（雪組）（1932年12月1日 - 12月28日、宝塚大劇場）
- 『ルーレット』『二人傀儡師』（雪組）（1933年3月1日 - 3月31日、宝塚大劇場）
- 『佛御前』『れ・ろまねすく』『ゴールド・ラッシュ』（雪組）（1933年6月1日 - 6月30日、宝塚大劇場）
- 『九官鳥』『兄彦弟彦』（雪組）（1933年12月1日 - 12月28日、中劇場）
- 『業平双紙』『寳塚音頭』（雪組）（1934年2月1日 - 2月28日、宝塚大劇場）